# Исмаилов, Ильхам Мехтихан оглы
Ильхам Мехтихан оглы Исмаилов (азерб. İlham Mehdixan oğlu İsmayılov; род. 15 июля 1963, Уджар) — глава исполнительной власти (мэр) г. Мингечевир.

## Биография
Родился 15 июля 1963 года в г. Уджар. В 1986 году окончил с отличием Азербайджанский политехнический институт. Получил специальность инженера.
В 1994 году окончил Бакинский институт социального управления и политологии. 
С 1998 по 2004 год являлся диссертантом Академии государственного управления Азербайджана. В 2004 году защитил кандидатскую диссертацию на тему «Особенности формирования основ демократии в Азербайджане». Кандидат политических наук.
С 1986 по 1989 год являлся начальником смены Азербайджанской ТЭС. Секретарь комитета комсомола.
С 1989 по 1992 год являлся первым секретарём комсомольского комитета г. Мингечевир.
С 1992 по 1995 год — начальник организационного отдела совета народных депутатов г. Мингечевир. 
С 1999 по 2004 год — начальник отдела по работе с общественными организациями и политическими партиями аппарата главы исполнительной власти г. Мингечевир.
С 2004 по 2008 год — начальник Аранского регионального отдела развития Министерства экономического развития Азербайджана.
С 2008 по 2018 год — первый заместитель главы исполнительной власти г. Мингечевир.
Глава исполнительной власти г. Мингечевир (с 17 декабря 2018).